# 光明院 (香取市)
光明院（こうみょういん）は、千葉県香取市にある真言宗智山派の寺院。

## 歴史
天慶年間（938年 - 947年）、源満仲の開基である。承平天慶の乱の折、満仲は将門追討軍に従軍したが、将門は既に藤原秀郷と平貞盛によって討ち取られていた。そのため、満仲が陣を置いていた当地に、将門の菩提を弔うべく、寺を創建した。
その後、1578年（天正6年）に阿弥陀堂が建立されている。この堂は千葉県の有形文化財に指定されている。
1976年（昭和51年）、将門を扱ったNHK大河ドラマ「風と雲と虹と」が放映された。この大河ドラマをきっかけに、当院の由来が脚光を浴び、翌年に「源満仲伝承地」として市の史跡に指定された
また満仲の根拠地摂津国多田荘があった兵庫県川西市と佐原市（現・香取市）との間に姉妹都市が締結されている。

## 文化財
- 光明院阿弥陀堂（千葉県指定有形文化財 平成元年3月10日指定）[3]
- 源満仲伝承地（香取市指定史跡 昭和52年6月1日指定）[2]

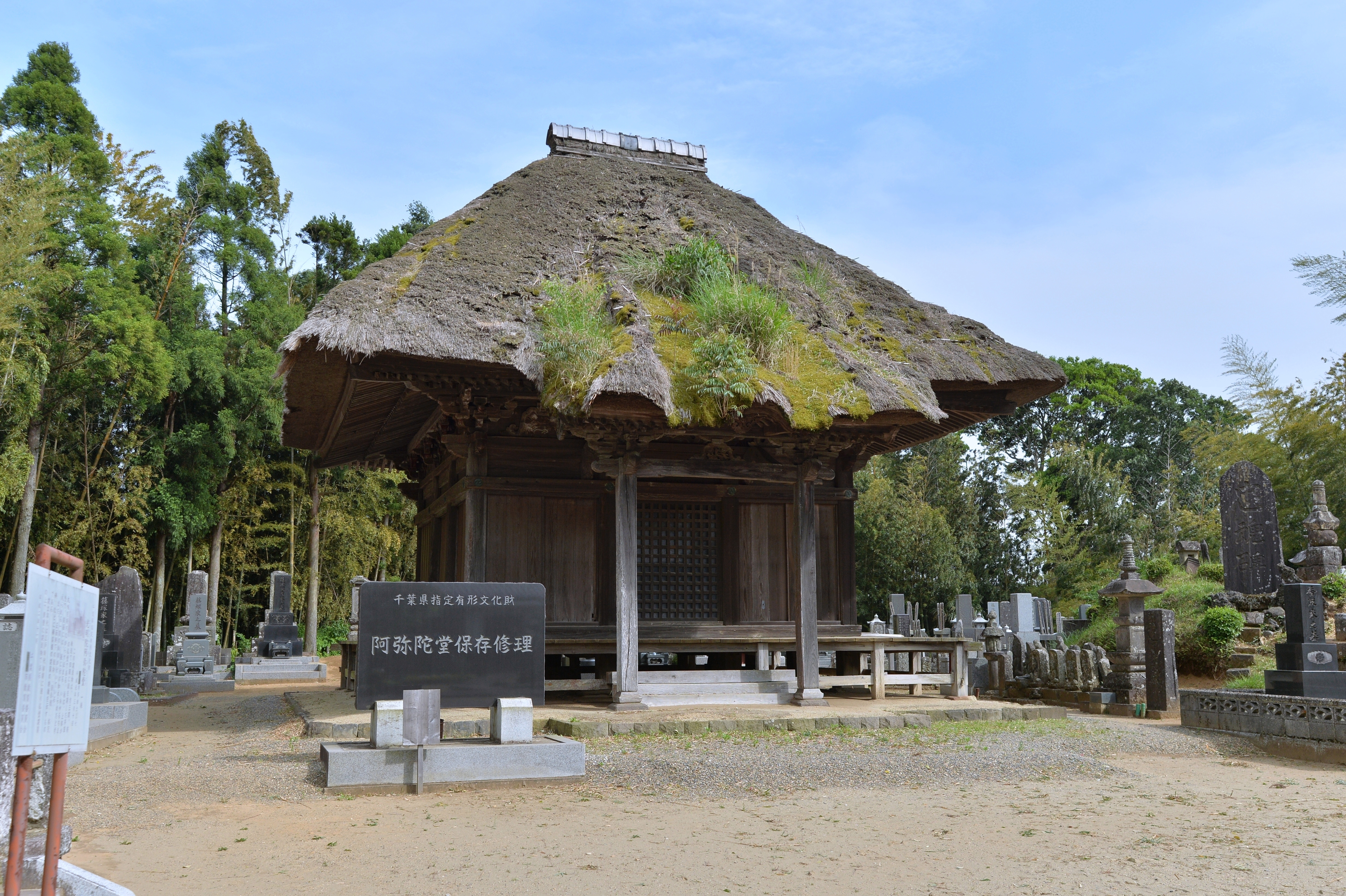
光明院阿弥陀堂 （千葉県指定有形文化財）
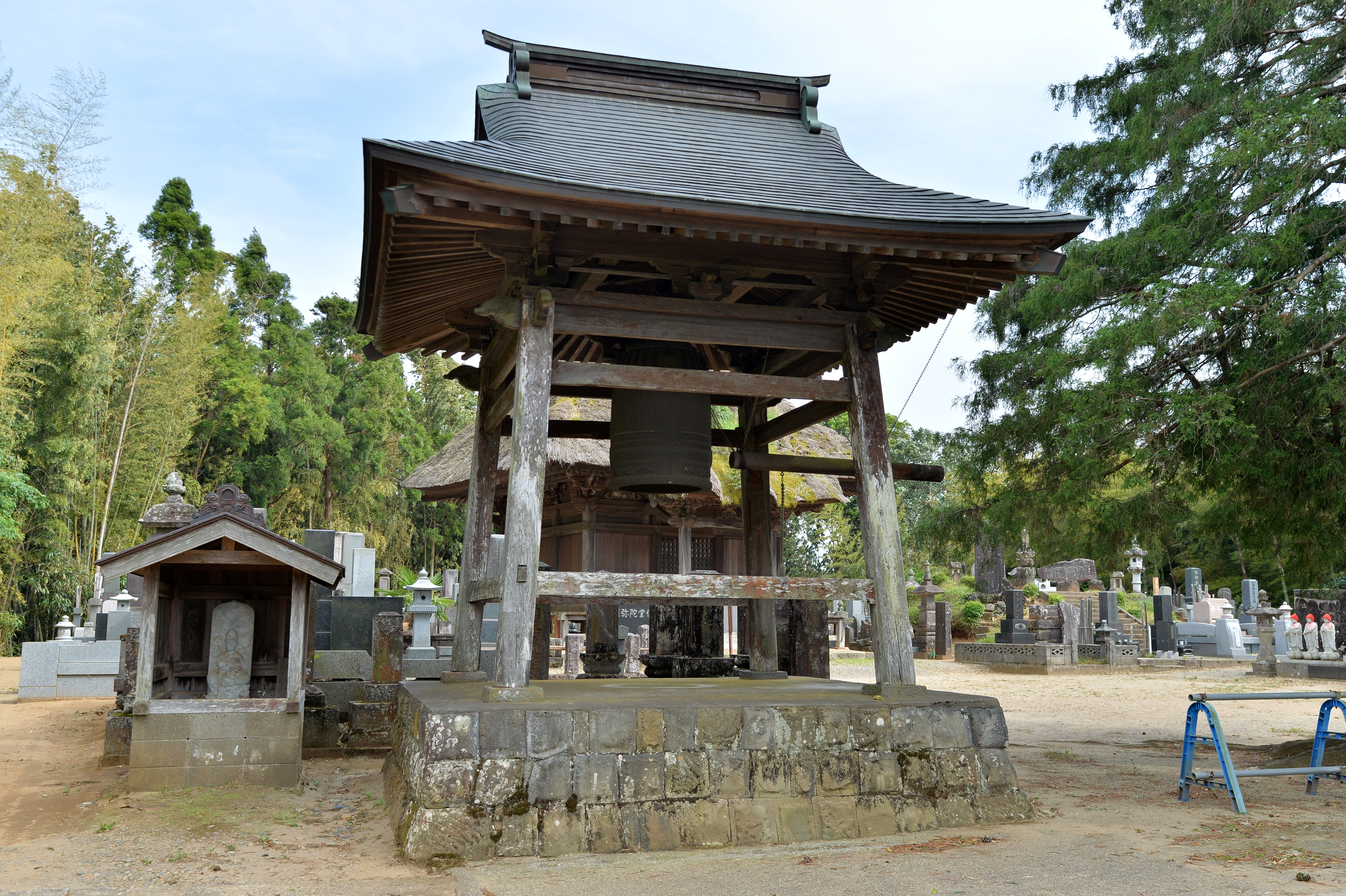
鐘楼
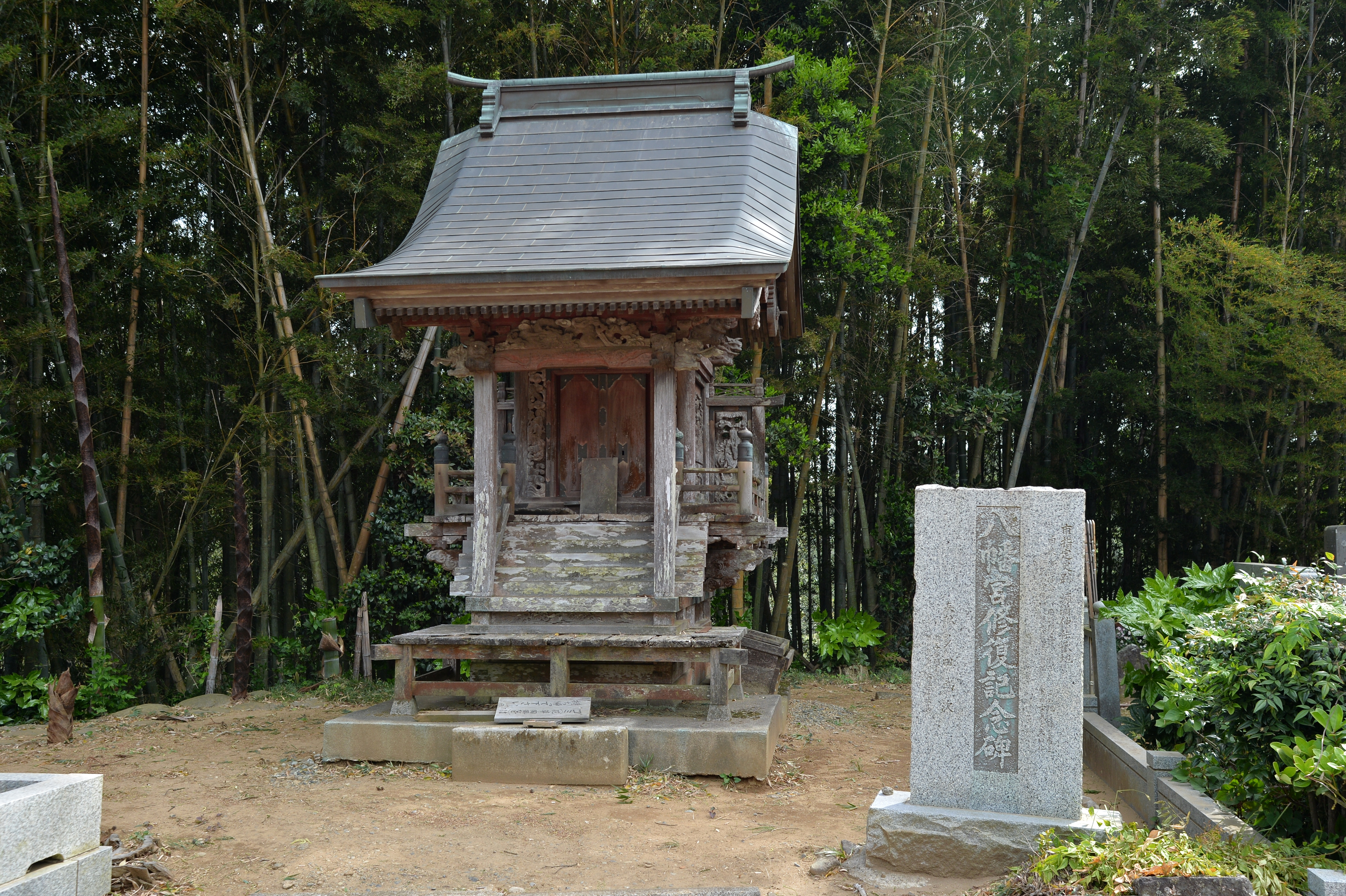
八幡宮

## 交通アクセス
- 香取駅より徒歩30分。